# Tom Bromilow
Thomas George „Tom“ Bromilow (* 7. Oktober 1894 in Liverpool; † 4. März 1959 in Nuneaton) war ein englischer Fußballspieler und -trainer. In der Zeit zwischen den beiden Weltkriegen gewann der Außenläufer mit dem FC Liverpool in den Jahren 1922 und 1923 zwei englische Meisterschaften in Folge und arbeitete danach als Trainer für Vereine wie den FC Burnley, Crystal Palace, den AFC Newport County und Leicester City.

## Sportlicher Werdegang
Bromilow wurde im Liverpooler Bezirk Kirkdale als siebtes Kind von John und Alice Bromilow geboren. Sein Vater arbeitete als Schmied, aber der Sprössling zeigte wenig Ambitionen, es ihm nachzutun. Neben seiner Passion Fußball, die er an der heimischen Fonthill Street Council School pflegte, begann er ab dem Alter von 16 Jahren als Speditionskaufmann für eines der vielen Seefahrtsunternehmen in der Stadt zu arbeiten. Im Jahr 1914 meldete er sich wie viele junge Liverpooler Männer bei der britischen Armee, für die er dann als Soldat im Ersten Weltkrieg kämpfte. Dort soll er im King’s Regiment gedient haben, das in Seaforth ihren Heimatstützpunkt hatte und später beispielsweise an der Westfront und in Thessaloniki kämpfte. Zum Ende der Kampfhandlungen stellte er sich dann (noch in Uniform) beim FC Liverpool vor und bat um einen Termin fürs Vorspielen. George Patterson entschied sich schnell und bat den Trainer der Reservemannschaft George Fleming um einen Einsatz des Neulings und mit einer guten Leistung als Rechtsaußen konnte Bromilow überzeugen.
Im Anschluss an seine Demobilisierung unterschrieb er im Alter von 25 Jahren seinen ersten Profivertrag und am 25. Oktober 1919 debütierte er als rechter Außenläufer beim 2:1-Erfolg gegen den FC Burnley. Während seiner gesamten Laufbahn bekleidete Bromilow fortan entweder die rechte oder (häufiger) die linke defensive Halbposition, wobei er zumeist ein Duo mit dem ebenfalls in Liverpool geborenen Walter Wadsworth bildete. Geheimnis des Erfolgs der beiden waren ihre gegensätzlichen Stile. Während Wadsworth eher rustikal zu Werke ging, wirkte Bromilow zierlich, verhielt sich spielintelligent und wurde dafür als „Künstler bis in die Fingerspitzen“ gerühmt. Die beiden entwickelten eine Freundschaft und bildeten das Rückgrat einer Mannschaft, die in den Jahren 1922 und 1923 zwei englische Meisterschaften in Serie gewann. Insgesamt verbrachte Bromilow elf Jahre in Liverpool und führte das Team in der Saison 1928/29 als Kapitän an. Er war ein Schlüsselspieler der Mannschaft, galt als „Gehirn“ der Mannschaft und genoss den Ruf eines lokalen Superstars seiner Zeit (er warb dabei unter anderem 1920 für Produkte mit Gesundheitsbezug wie Phosferine). Er beschäftigte sich auch jenseits des Spielfelds mit Theorien zum Fußball, wodurch sein späterer Übergang ins Trainergeschäft vorgezeichnet war. Zudem schrieb er noch als Spieler Zeitungskolumnen. In seiner „Blütezeit“ absolvierte er darüber hinaus zwischen März 1921 und Oktober 1925 (lediglich) fünf A-Länderspiele für England, eingerahmt von zwei torlosen Duellen gegen Wales und Irland. Nach der zweiten Meisterschaft im Jahr 1923 setzte jedoch ein stetiger sportlicher Abwärtstrend in Liverpool fort und ohne weitere Titelerfolge endete Bromilows Ära mit einem letzten Einsatz am 3. Mai 1930 bei den Blackburn Rovers (0:1) – die Kapitänsrolle übernahm Tom Morrison. 
Nach dem Ende seiner aktiven Karriere suchte Bromilow neue Ideen für den Fußball in Bezug auf Formationen und Trainingsmethoden in den Niederlanden. Dort arbeitete er zwei Jahre lang als Trainer des Amsterdamsche FC und kehrte dann in die Heimat zurück. Hier trainierte er im Zeitraum von drei Jahren den FC Burnley. Obwohl die Leistungen über das Mittelmaß in der zweiten Liga nur selten hinausgingen, fand man dort bei seinem Abschied 1935 wohlmeinende Worte. Im weiteren Verlauf betreute er in jeweils zwei Amtsperioden Crystal Palace und Newport County. Als sein Ex-Klub Liverpool im Jahr 1936 einen neuen Cheftrainer suchte, fiel die Wahl unter 51 Bewerbern auf George Kay und nicht auf den ebenfalls interessierten Bromilow, der damit enttäuscht seinen Traum begrub. Stattdessen übernahm er vor Ausbruch des Zweiten Weltkriegs die Geschicke beim Erstligaabsteiger Leicester City, verließ den Klub dann aber im Jahr 1945 nach Differenzen mit der Vereinsführung. Seinen letzten Trainerjob übernahm er 1946 bei Newport County, bevor er sich nach vier weiteren Jahren aus dem Cheftrainergeschäft zurückzog. Später hatten sich die Wogen mit Leicester City geglättet und Bromilow arbeitete zuletzt als Scout für den Verein. Auf einer seiner Reisen in dieser Funktion verstarb er im Alter von 64 Jahren im März 1959, als er sich in einem Zug in Nuneaton befand.

## Titel/Auszeichnungen
- Englischer Fußballmeister (2): 1922, 1923